# Rafaela Chacón Nardi
Rafaela Chacón Nardi (1926-2001) foi uma poeta e educadora cubana. Ela foi a autora de mais de 30 livros. Em 1971, a pedido da UNESCO, ela fundou o Grupo de Expresión Creadora (Grupo de Expressão Criativa). Ela dirigiu os Clubes de Promoción de la Lectura para adolescentes cegos e de baixa visão em Cuba. Ela foi a destinatária da Medalha Alejo Carpentier.

## Biografia
Nardi nasceu em Havana, Cuba, em 24 de fevereiro de 1926. Ela estudou para ser professora e, em seguida, tornou-se professora na Escola Normal para  Maestros, Universidad de La Habana, e a Universidad Las Villas.
Em 1948, publicou o seu primeiro volume de poemas, Viagem para o Sonho. Esta obra foi reeditada, em 1957, incluindo uma carta de Gabriela Mistral louvando a poesia.
Em 1971, com base no seu interesse em design e o desenvolvimento de atividades de ensino para crianças com deficiência, ela fundou o Grupo de Expresión Creadora. Nardi também organizou oficinas para crianças para o estudo da obra de José Martí.
Nardi morreu em 11 de março de 2001, na cidade de Havana, Cuba.

## Publicações selecionadas
- Viaje al sueño (1948 e 1957, em edição ampliada)
- Del silencio y las voces (1978)
- Coral del aire (1982)
- Una mujer desde su isla canta (1994)
- Vuelta de hoja (1995)
- Mínimo paraíso (1997)
- Del íntimo esplendor (2000)
- Ámbito de amar (póstumo, de 2006)